# Steven Zaillian
Steven Ernest Bernard Zaillian (ur. 30 stycznia 1953 we Fresno) – amerykański scenarzysta, producent oraz rzadziej montażysta i reżyser filmowy. Zdobywca Oscara za najlepszy scenariusz adaptowany. 
Zaillian urodził się w rodzinie o ormiańskich korzeniach. Ukończył San Francisco State University. Sukcesy zaczął odnosić w pierwszej połowie lat 90. Po raz pierwszy został nominowany do Oscara za scenariusz do filmu Przebudzenia (1990) Penny Marshall z Robertem De Niro i Robinem Williamsem w rolach głównych. Nagrodę otrzymał za adaptację Listy Schindlera (1993) Stevena Spielberga. Kolejne nominacje przyniosły mu scenariusze Gangów Nowego Jorku (2002) Martina Scorsese i Moneyball (2011) Bennetta Millera. Podejmuje także samodzielne próby reżyserskie.
Był jednym z autorów scenariusza filmu Exodus: Bogowie i królowie (2014) Ridleya Scotta.

## Filmografia

### Reżyseria
- 1993: Szachowe dzieciństwo (Searching for Bobby Fischer)
- 1998: Adwokat (A Civil Action)
- 2006: Wszyscy ludzie króla (All the King’s Men)

## Nagrody i nominacje
| Rok  | Nagroda                               | Kategoria                       | Za                   | Wynik     |
| ---- | ------------------------------------- | ------------------------------- | -------------------- | --------- |
| 2012 | Nagroda Akademii Filmowej             | Najlepszy scenariusz adaptowany | Moneyball            | Nominacja |
| 2003 | Nagroda Akademii Filmowej             | Najlepszy scenariusz oryginalny | Gangi Nowego Jorku   | Nominacja |
| 1994 | Nagroda Akademii Filmowej             | Najlepszy scenariusz adaptowany | Lista Schindlera     | Wygrana   |
| 1991 | Nagroda Akademii Filmowej             | Najlepszy scenariusz adaptowany | Przebudzenia         | Nominacja |
| 2012 | Złoty Glob                            | Najlepszy scenariusz            | Moneyball            | Wygrana   |
| 1994 | Złoty Glob                            | Najlepszy scenariusz            | Lista Schindlera     | Wygrana   |
| 2012 | Nagroda Brytyjskiej Akademii Filmowej | Najlepszy scenariusz adaptowany | Moneyball            | Nominacja |
| 2008 | Nagroda Brytyjskiej Akademii Filmowej | Najlepszy scenariusz oryginalny | Amerykański gangster | Nominacja |
| 2003 | Nagroda Brytyjskiej Akademii Filmowej | Najlepszy scenariusz oryginalny | Gangi Nowego Jorku   | Nominacja |
| 1994 | Nagroda Brytyjskiej Akademii Filmowej | Najlepszy scenariusz adaptowany | Lista Schindlera     | Wygrana   |